# Баргути, Мустафа
Мустафа Баргути (араб. مصطفى البرغوثي‎) (род в 1954 году, Иерусалим) — палестинский политик. 

## Биография
В 1971 году он отправился на учёбу в СССР, где поступил в Кубанскую государственную медицинскую академию. По окончании учёбы с 1977 по 1978 годы стажировался в Стэнфорском университете в США. По другим данным в 1978 году окончил медицинский факультет Университета дружбы народов. В 1978 году вернулся в Восточный Иерусалим, где работал в качестве физиотерапевта в больнице «Аль Максед».
В 1983 году Баргути основал общественную организацию «Союз палестинских комитетов медицинской помощи». В задачи организации входил сбор материала о состоянии медицинского обслуживания в Палестинской автономии, усилия по улучшению и координации медицинского обслуживания населения.
В 1990 году Баргути возглавил Институт здравоохранения, развития, информации и политики — организацию, совмещающую медицинскую и правозащитную деятельность.
В 1991 году был участником палестинской делегации на «Мадридской конференции» по урегулированию арабо-израильского конфликта.
В 1996 году принял участие во всеобщих выборах в Палестинской Автономии, сумев набрать 19,8 % от общего числа голосов.
В 2002 году Баргути покинул Палестинскую народную партию (преемницу Палестинской коммунистической партии), и создал вместе с Гейдаром Абдель Шафи, Ибрагимом Дакак и Эдвардом Саидом «Палестинскую национальную инициативу», которая ставила своей целью явить альтернативу как коррумпированным структурам ООП, так и силам исламистов.
С 2006 года был членом Палестинского законодательного совета, где выступал за ненасильственное сопротивление израильской оккупации, борьбу с коррупцией, является активистом правозащитного движения. Призывал отказаться от создания арабского государства и вернуться к идее двуединого арабо-еврейского государства, управляемого демократически избранным правительством. Настаивает на законодательно утверждённых гарантиях прав всех меньшинств. В интервью 2012 года Баргути обвинял Израиль в разрушении возможности создания арабского государства; одновременно с этим он считал такое решение и принципиально возможным и поддерживаемым всем палестинским обществом, включая Хамас и Исламский Джихад. По мнению Баргути, необходимым условием для существования арабского государства является полный вывод израильских поселений из юрисдикции Израиля, никакие обмены территорий невозможны.

## Семья
Женат на Рите Гиакаман, профессоре общественного здравоохранения Бирзейтского университета.